# Claverack-Red Mills

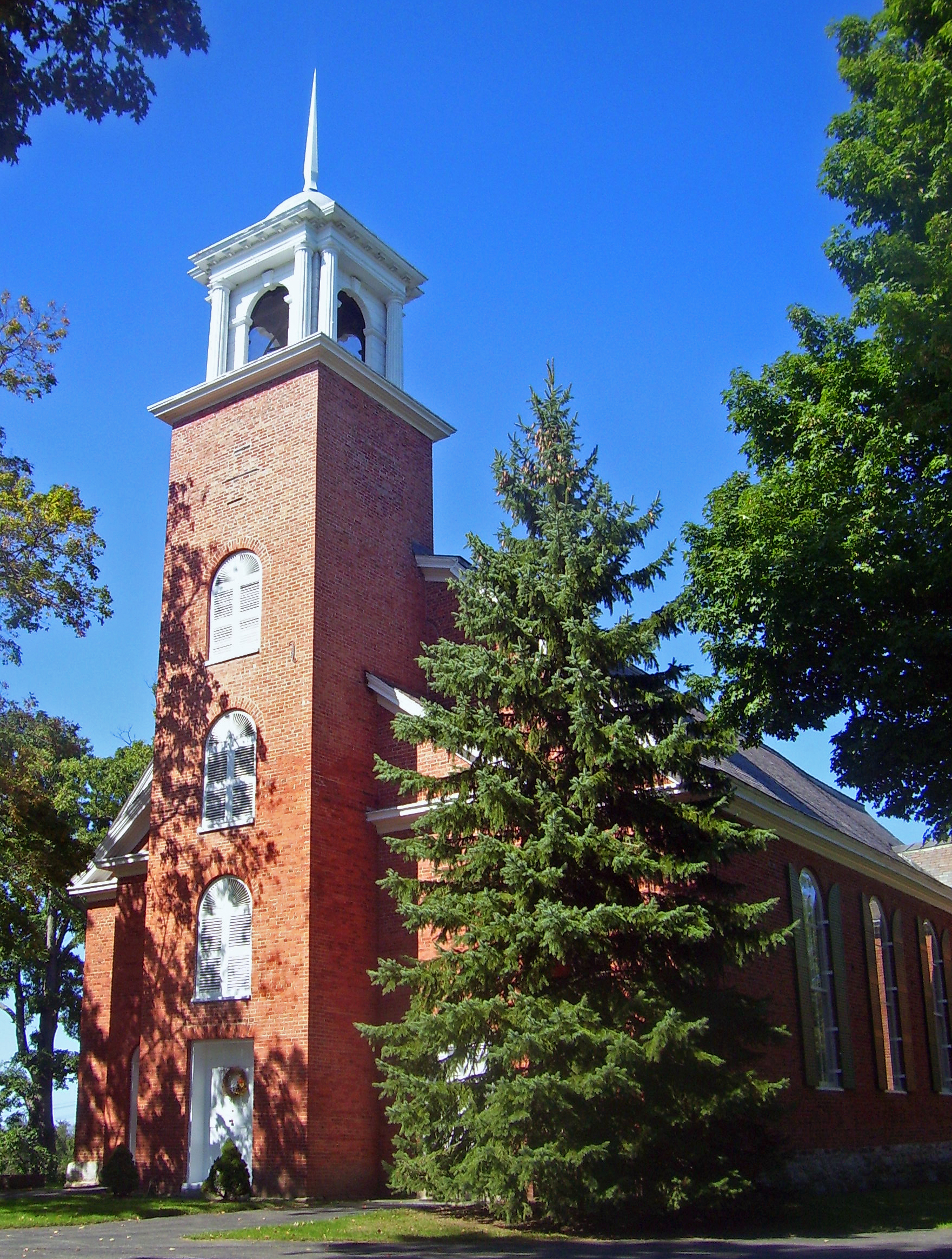
Reformierte Niederländische Kirche von Claverack

Claverack-Red Mills ist ein Census-designated place (CDP) im Columbia County, New York in den Vereinigten Staaten. Im Jahr 2010 hatte Claverack-Red Mills 913 Einwohner.
Der CDP liegt im westlichen Teil der Town of Claverack und umfasst die beiden Weiler, die seinen Namen bilden, Claverack und Red Mills. Zu diesen gehören einige historische Bauten, darunter der Harriet Phillips Bungalow.

## Geographie
Die geographischen Koordinaten von Claverack-Red Mills sind 42° 14′ N, 73° 43′ W (42,225214, −73,721449).
Nach den Angaben des United States Census Bureaus hat der CDP eine Fläche von 7,6 km², wovon 0,34 % auf Gewässer entfallen.

## National Register of Historic Places
Mehrere historische Bauten in dem Weiler Claverack sind in das National Register of Historic Places eingetragen. Darunter sind das Cornelius S. Muller House, das George Felpel House sowie der Harriet Phillips Bungalow.

## Demographie
Zum Zeitpunkt des United States Census 2000 bewohnten Claverack-Red Mills 1061 Personen. Die Bevölkerungsdichte betrug 139,8 Personen pro km². Es gab 510 Wohneinheiten, durchschnittlich 67,2 pro km². Die Bevölkerung Claverack-Red Millss bestand zu 97,74 % aus Weißen, 0,75 % Schwarzen oder African American, 0,09 % Native American, 0 % Asian, 0 % Pacific Islander, 0,38 % gaben an, anderen Rassen anzugehören und 1,04 % nannten zwei oder mehr Rassen. 0,94 % der Bevölkerung erklärten, Hispanos oder Latinos jeglicher Rasse zu sein.
Die Bewohner Claverack-Red Millss verteilten sich auf 470 Haushalte, von denen in 24,3 % Kinder unter 18 Jahren lebten. 54,3 % der Haushalte stellten Verheiratete, 9,1 % hatten einen weiblichen Haushaltsvorstand ohne Ehemann und 34,3 % bildeten keine Familien. 30,0 % der Haushalte bestanden aus Einzelpersonen und in 14,9 % aller Haushalte lebte jemand im Alter von 65 Jahren oder mehr alleine. Die durchschnittliche Haushaltsgröße betrug 2,26 und die durchschnittliche Familiengröße 2,79 Personen.
Die Bevölkerung verteilte sich auf 18,9 % Minderjährige, 4,9 % 18–24-Jährige, 23,3 % 25–44-Jährige, 29,5 % 45–64-Jährige und 23,5 % im Alter von 65 Jahren oder mehr. Das Durchschnittsalter betrug 47 Jahre. Auf jeweils 100 Frauen entfielen 98,7 Männer. Bei den über 18-Jährigen entfielen auf 100 Frauen 92,6 Männer.
Das mittlere Haushaltseinkommen in Claverack-Red Mills betrug 49.476 US-Dollar und das mittlere Familieneinkommen erreichte die Höhe von 60.677 US-Dollar. Das Durchschnittseinkommen der Männer betrug 41.591 US-Dollar, gegenüber 32.222 US-Dollar bei den Frauen. Das Pro-Kopf-Einkommen belief sich auf 30.237 US-Dollar. 3,1 % der Bevölkerung und 0 % der Familien hatten ein Einkommen unterhalb der Armutsgrenze, davon waren 0 % der Minderjährigen und 7,1 % der Altersgruppe 65 Jahre und mehr betroffen.